# Cougar Mountain Regional Wildland Park
Der Cougar Mountain Regional Wildland Park ist ein durch das King County im US-Bundesstaat Washington verwaltetes Schutzgebiet nahe den Kleinstädten Bellevue und Issaquah. Die nächstgelegene größere Stadt ist Seattle. Der Park wurde im Juni 1983 eingerichtet, um das Zentrum des Cougar Mountain zu schützen. Er bedeckt 3.115 Acres (13 km²) und wird von 38 mi (61 km) Wanderwegen und 12 mi (19 km) Reitwegen durchzogen.

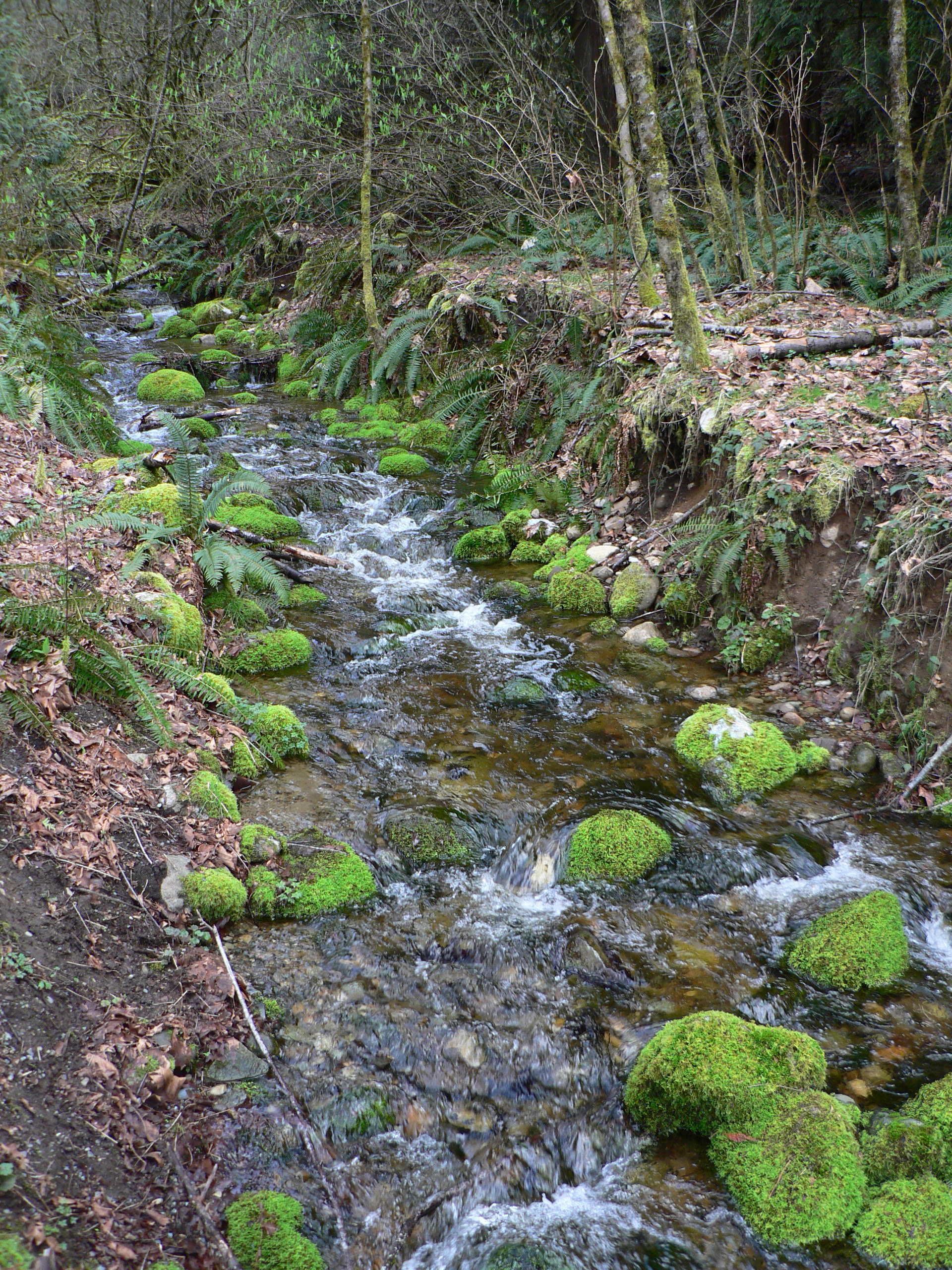
Coal Creek

## Zugang
Es gibt im Park vier Hauptzugänge (englisch trailhead) zu den Wanderwegen. An diesen Zugängen gibt es Übersichtskarten, an den Kreuzungen der Wege Wegweiser. Reiter können an allen diesen Zugängen außer dem ersten in den Park gelangen. Radfahren ist auf keinem der Wege erlaubt:
1. Jim Whittaker Wilderness Peak Trailhead (State Route 900 / Renton-Issaquah Road SE, 3,3 mi (5,3 km) südlich der Interstate 90): Dieser kleine Parkplatz bietet den Zugang zum Wegesystem an der Ostseite des Parks, wo der Whittaker Wilderness Peak Trail beginnt. Er wurde früher als Wilderness Creek Trailhead bezeichnet, jedoch am 26. September 2013 bei einer Feierlichkeit umbenannt, der Jim Whittaker und der Vertreter des King County, Dow Constantine, beiwohnten. Gleichzeitig wurden die Verbindungswege nach Whittaker und seinem Sherpa Nawang Gombu benannt.
2. Harvey Manning Trailhead (SE Cougar Mountain Drive): Dieses Gebiet liegt nahe dem Gipfel des Cougar Mountain und bietet wunderbare Aussichten nach Norden (gelegentlich kann man einen Blick auf den Mount Baker erhaschen). Viele Wege des Wildland Park beginnen an diesem Zugang.
3. Sky Country Trailhead (166th Way SE) liegt in der Nähe der früheren Nike-Raketen-Station.
4. Red Town Trailhead (Lakemont Boulevard SE / Newcastle Coal Creek Road) bietet einen schnellen Zugang zu vielen historischen Bergbaustätten im Nordwesten des Parks sowie Zugang zum benachbarten Coal Creek Trail.

Zu den weiteren kleinen Zugangspunkten mit Parkmöglichkeiten am Straßenrand und direktem Zugang zum Park über kleine Verbindungswege gehören die folgenden:
1. Newcastle Crosstown Trail Trailhead an der SE 85th Street nahe dem 146th Place SE in Newcastle
2. Die Sackgasse am Ende der 161st Avenue SE südlich des SE Cougar Mountain Way in Bellevue
3. Indian Trail / Licorice Fern Trail an der Querung des SE Licorice Way oberhalb der 169th Avenue SE an der Südseite des Parks
4. Ring Road Trailhead auf Privatgelände oberhalb des Wilderness Creek Trail
5. Bear Ridge Trailhead an der State Route 900, eine Meile (1,6 km) südlich des Newport Way mit Reserveparkplätzen gleich südlich des Bach-Durchlasses
6. Big Tree Ridge Trailhead am Newport Way NW, 0,5 mi (0,8 km) nordwestlich der State Route 900 (Renton-Issaquah Road SE) (Parkmöglichkeit am Straßenrand).
7. Talus Neighborhood: Im Stadtviertel The Bridges im Südwesten (zum Talus Bridge Trail) und am Shangri-la Way im zentralen Westen (zum Surprise Creek Trail)
8. Harvey Manning Park im Talus-Viertel[1] mit Toiletten, Springbrunnen und Spielplätzen

## Geographie

### Umgebung
Der Park wird im Norden vom Stadtviertel Lakemont der Stadt Bellevue und im Nordosten von der Stadt Issaquah begrenzt. Im Osten befindet sich der 260 Acres (105,2 ha) große Talus Open Space. Die State Route 900 bildet die südöstliche Grenze. Der benachbarte Squak Mountain erhebt sich im Südosten und die Farmen des May Creek Valley liegen im Süden. Im Südwesten befindet sich die Stadt Renton. Die Stadt Newcastle, die sich über die Newport Hills hinaus ausbreitet, belegt den Westen des Cougar Mountain, wo mehrere kleinere Parzellen des China Creek Open Space an den Park im Westen grenzen, die auch den Newcastle Golf Club unmittelbar westlich des Parks beherbergen. Nordwestlich des Red Town Trailhead befindet sich die tiefe Rinne des Coal Creek, die als eigenes Park-Gebiet (Coal Creek Natural Area) ausgewiesen ist, von der City of Bellevue verwaltet wird und Newcastle von Bellevue trennt. Ein 4,5 mi (7,2 km) langer Wanderweg dort setzt sich bis zur Interstate 405 fort. Der Park liegt vollständig im Mountains to Sound Greenway, einem Grüngürtel in den Vororten von Seattle.

### Gipfel
- AA Peak – 1.480 ft (451 m). Dieser Gipfel überragt den Radar Park, ein Militärobjekt des Kalten Krieges; ausgezeichnete Aussichten nach Norden zum Lake Sammamish und Mt. Baker; der einzige per Auto erreichbare Gipfel.
- Claypit Peak – 1.560 ft (475 m). Vom Wilderness Peak durch einen Sattel getrennt ragt der Claypit Peak über einer 150 Acres (0,6 km²) großen Grube auf, der einstigen Quelle für Ton für Ziegel, die von der Mutual Materials in Newcastle gepachtet war. Er ist in den Karten nicht gekennzeichnet und im Wildnis-Bereich des Parks als Habitat Conservation Area ohne Zugang ausgewiesen, quasi ein Totalreservat.
- Deceiver Ridge – 1.220 ft (372 m)[2]. Eine weite Hochebene, die vor Tannen-Jungwuchs strotzt.
- Long View Peak – 1.386 ft (422 m)[3]. Dieser Gipfel besitzt ein Gestell zum Anbinden der Pferde, eine Bank und Aussicht nach Süden.
- Marshall's Hill – 1.120 ft (341 m)[4]. Der Hügel dominiert die nach Renton zu gelegene Seite des Cougar Mountain und kann über Serpentinen von der De Leo Wall aus erreicht werden.
- Reichert's Hill – 1.420 ft (433 m). Auch als Radio Hill oder Goat Hill bezeichnet, befinden sich hier viele Sendemasten für Radio und Fernsehen.
- Ring Road Peak – 1.245 ft (379 m)[5]. Der Hügel liegt an der Schulter des Long View Peak außerhalb des Parks auf privatem Gelände.
- Wilderness Peak – 1.602 ft (488 m)[6]. Aufgrund der hohen alten Bäume gibt es keinen Ausblick. Der Wilderness Peak ist die höchste Erhebung im Park mit einem Gipfelbuch.

## Hydrographie

### Bäche
Die Hügelspitzen am Cougar Mountain bilden – grob gesehen – ein Hufeisen um die Klondike-Marsh-Quellen des Coal Creek, welcher nordwestwärts zum Lake Washington durch den Coal Creek Park fließt. Long Marsh Creek, Far Country Creek, Cabbage Creek und Wilderness Creek sind Zuflüsse des May Creek, welche die Südseite des Cougar Mountain zum Lake Washington hin entwässern. Die tief eingeschnittenen Sandstein-Rinnen von Lewis Creek, Kline Creek, AA Creek, West Tibbets Creek und Claypit Creek an der Nord- und der Ostseite führen ihr Wasser zum Lake Sammamish.

### Feuchtgebiete

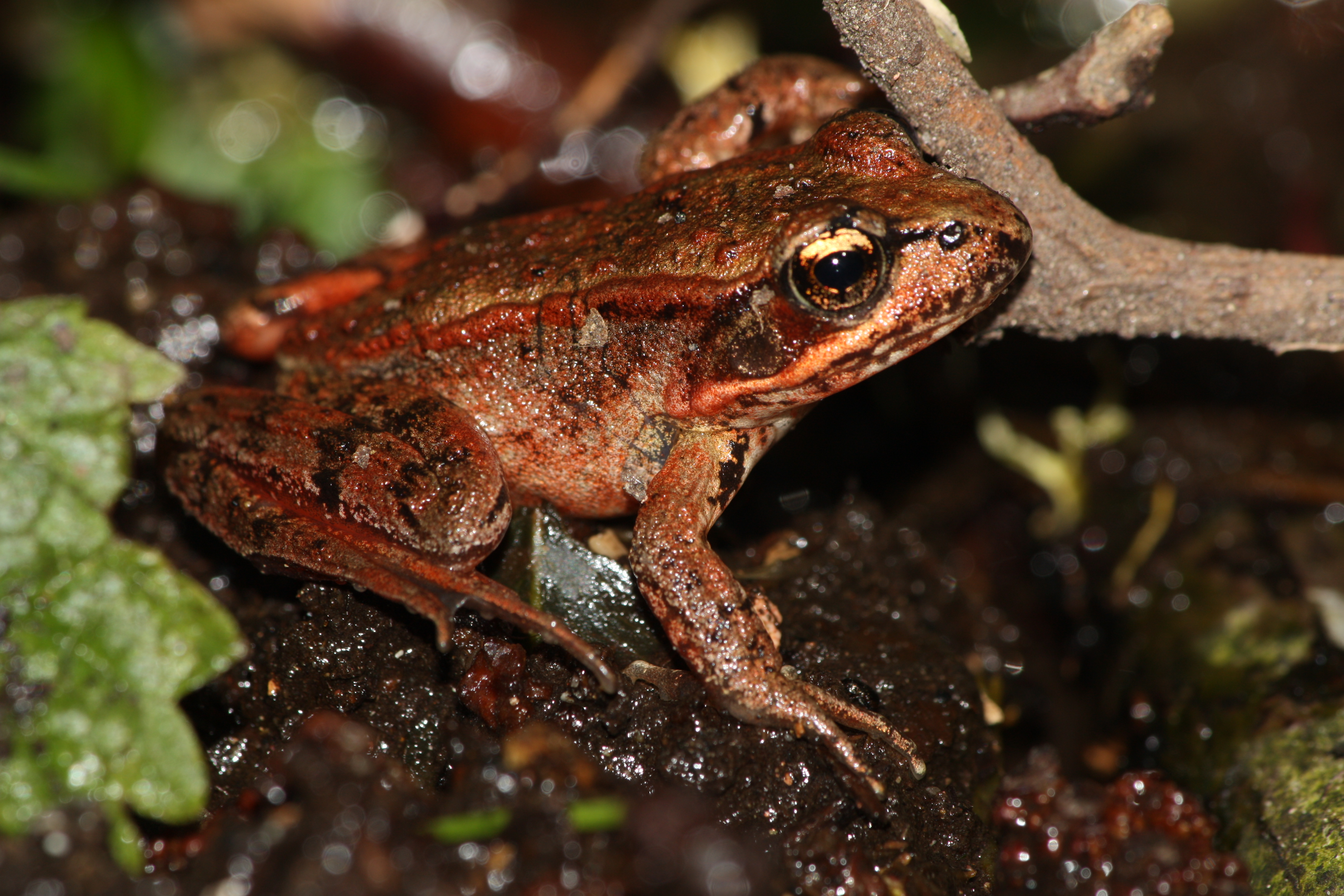
Nördlicher Rotbein-Frosch (Rana aurora;) am Klondike Swamp Trail

- Blackwater Pond – im Hochland zwischen Wilderness Peak und Claypit Peak, entwässert ostwärts zum Tibbets Creek
- Jerry's Duck Pond – ein stiller bewaldeter künstlicher Tümpel nahe der Spitze des Claypit Peak
- Klondike Marsh – ein ehemaliges Speicherbecken für die dampfbetriebene Kohleförderung
- Long Marsh – ein großer Sumpf zwischen Wildside Trail und Indian Trail
- Shy Bear Marsh – die Quelle des Cabbage Creek im entlegensten Teil des Parks
- Tibbett's Marsh – die Quelle des West Tibbett's Creek, überquert von einem umgestürzten Cedar-Stamm (Thuja plicata)
- Trog Swamp – Feuchtgebiet am Far Country Trail
- Lake Boren – außerhalb in einem anderen Park in Newcastle gelegen, aber das größte Gewässer am Cougar Mountain

### Wasserfälle
Es gibt fünf benannte Wasserfälle innerhalb des oder nahe am Cougar Mountain Regional Wildland Park.
- Coal Creek Falls 25 ft (7,6 m), temporärer Fall am Coal Creek nahe dem Quarry Trail
- Doughty Falls – am Cabbage Creek am Deceiver Trail
- Far Country Falls – am Far Country Creek am Indian Trail
- Sandstone Falls – am Primrose Trail im Coal Creek Park
- North Fork Falls – 20 ft (6,1 m), permanenter Fall am Weg durch das Coal Creek Natural Area in Bellevue, über die Straße hinweg vom Red Town Trailhead zu erreichen

## Offizielle Wege
Eine Anmerkung an der offiziellen Karte des Cougar Mountain Regional Wildlands Park warnt, dass „aufgrund von Gefahren aus dem historischen Bergbau für die Sicherheit die in dieser Karte eingezeichneten Wege benutzt werden müssen“. Kopien der Karte sind an den Hauptzugängen erhältlich.

### Nordseite
- N1: Coal Creek Trail – Der früher auf den Karten als N1 bezeichnete Weg liegt zur Zeit eher im Offen-Raum-System von Bellevue als im County-Park. Er beginnt, wo der Coal Creek Parkway mit der Querung des Baches anfängt. Der malerische Brickyard Creek fließt von Süden über einen steilen Abhang zu. An einer Gabelung zweigt der Primrose Trail ab, um dem Bach auf seinem schönsten Abschnitt in einem Canyon zu folgen, in dem sich die Sandstone Falls befinden. Der Hauptweg passiert die Relikte einer alten Farm und vereinigt sich später wieder mit dem Primrose Trail. Merkwürdige Erhebungen in diesem Gebiet zeugen von den Abraumhalden aus der Zeit des Kohleabbaus vor etwa 100 Jahren. Eine steile Straße zweigt vom Weg ab und führt zum Ort der Cinder Mine. Die letzten 0,75 mi (1,2 km) des Weges steigen sanft zum Red Town Trailhead mit den North Fork Falls an; entlang des Weges sind viele Zeugen des Kohleabbaus zu finden.
- N2: Military Road Trail – Der Weg beginnt am Red Town Trailhead und führt entlang der alten Route der U.S. Army (die ursprünglich nach Issaquah verlief) zu dem Tor, das den Anfang der Clay Pit Road markiert. Dies ist der einzige Teil der Military Road, der durch einen offiziellen Weg zugänglich wird. Der Verlauf der alten Straße führt über den Radio Hill und durch Privatgelände, um oberhalb des Precipice Bottom Trail erneut in den Park in einem informell als Harvey's Magic Quarter Mile bezeichneten Abschnitt einzutreten.
- N3: Radio Peak Trail – Der Weg zweigt vom Coyote Creek Trail entlang der Westgrenze der Klondike Marsh ab und steigt steil einen eher schmalen Kamm aufwärts, der von einem prächtigen Douglasien-Bestand besiedelt ist. Am Gipfel erreicht der Weg eine große Ansammlung von Rundfunkantennen sowie einen Unterhaltungsweg, auf dem man hinunter bis zum Cougar Mountain Drive gelangen kann, auch wenn der Weg offiziell auf dem Gipfel endet.
- N4: Coyote Creek Trail – Der Weg beginnt an dem Punkt, an dem der Cougar Mountain Drive den Belag von Asphalt zu Schotter wechselt. Er ist auch als „Bill's Trail“ bekannt (weil Bill Culbert diesen bei Starkregen zur Querung des Gebietes nutzte); der Pfad mäandert entlang der Westgrenze des Klondike Swamp, quert eine Lichtung und stößt direkt gegenüber dem Endpunkt des Cave Hole Trail auf die Claypit Road.
- N5: Klondike Swamp Trail – Der Weg zweigt vom Coyote Creek Trail ab und passiert die Basis des Anti-Aircraft Peak, wo er auf den Klondike Swamp trifft. Als alter Knüppeldamm ist der Weg relativ flach und gerade und bietet einen schnellen Zugang zum Zentrum des Cougar Mountain. Er passiert einen großen Weinblatt-Ahorn, der ein Dach über dem Ende am Cougar Pass Trail bildet.
- N6: Lost Beagle Trail – Der Weg steigt vom Klondike Swamp Trail aus durch kühlen Wald auf, der ostwärts zum Gipfel-Gebiet des Anti-Aircraft Peak zurückführt. Am Radar Park sind Hinweistafeln aufgestellt, und die längst verlassenen Betonfundamente der militärischen Einrichtung sind zu sehen. Im Zweiten Weltkrieg war dies die Stellung von Flugabwehr-Geschützen, die mögliche japanische Luftangriffe abwehren sollten. Später wurden in der Nähe Nike-Raketen stationiert, die vom hier stationierten Personal bedient wurden.[7]
- N7: Harvey Manning Trail – Der Weg beginnt nahe dem Gipfel des Anti-Aircraft Peak und verläuft südwärts entlang des sanften Grates des Hügels abwärts durch einen Mischwald; er erreicht den Cougar Pass an der Wasserscheide zwischen Coal Creek und West Tibbetts Creek.
- N8: Cougar Pass Trail – Der Weg verbindet den Klondike Swamp Trail mit dem Tibbetts Marsh Trail und trifft an seinem höchsten Punkt auf den AA Ridge Trail. Er bietet eine Alternative zur Clay Pit Road, welche gleich im Süden parallel zu ihm verläuft.
- N9: Tibbett's Marsh Trail – Der Weg beginnt am Radar Park; er bietet den direktesten Zugang zum Gebiet der ehemaligen Tongrube und quert den meilenbreiten Sattel zwischen AA und Claypit Peak. Er überquert das Feuchtgebiet an einem gigantischen umgestürzten Lebensbaum, welcher mit Hilfe vieler Axthiebe zu einer Naturbrücke gemacht wurde.
- N10: Primrose Overlook Trail – Der Weg steigt vom Little Creek Trail zu einem Rundweg oberhalb eines Zuflusses zum North Fork Coal Creek herab.
- N11: Little Creek Trail – Der Weg startet an einem kleinen Zugang nahe dem Südende der 161st Avenue SE und quert mehrere kleine Rinnsale, um mit dem Military Road Trail zusammenzutreffen.

### Ostseite
- E1: Shangri-La Trail – Der Weg beginnt am Radar Park Trailhead und steigt die Ostflanken des Cougar Mountain zum Talus-Viertel herab. Breit und mit sanftem Gefälle verläuft die alte Holzfällerstraße parallel zum Surprise Creek Trail. Der Wald ist bis jetzt noch nicht wieder aufgewachsen, um dem Weg zu ermöglichen, seinen Straßen-Charakter zu verlieren.
- E2: Surprise Creek Trail – Der Weg beginnt am Shangri-La Trail und bietet einen schöneren Verlauf zum Issaquah Reservoir hinab. Er bietet zum jetzt unpassierbaren Powerline Trail zwei Zugangspunkte.
- E3: Bear Ridge Trail – Der Weg beginnt am Ende des Bürgersteigs der State Route 900 und eines kleinen Parkplatzes 0,9 mi (1,4 km) südlich des Newport Way und zweigt nach links ab. Er folgt dem sanften Anstieg einer ehemaligen Straße durch einen Erlenwald, kreuzt den Talus Bridge Trail und eine Abschnitts-Markierung, bevor er den Fantastic Erratic erreicht, einen farnbedeckten Felsen von der Größe einer Doppelgarage, der während der Eiszeit vom Canadian Glacier hier abgelagert wurde. Im weiteren Verlauf steigt er in Serpentinen zu einem weglosen Plateau mit kniehohem Farnbestand, in dem Gruppen von Eichen, Ahornbäumen, Erlen und jungen Tannen wachsen. Nach der Querung zweier Abschnitte des West Tibbetts Creek wendet er sich in einer Schleife nach Norden bis zur Kreuzung mit dem Shangri-La Trail.
- E4: Whittaker Wilderness Peak Trail (früher: Wilderness Creek Trail und E-6 Wilderness Peak Trail) – Der Weg beginnt am Zugangspunkt an der State Route 900, etwa 1 mi (1,6 km) nördlich der May Valley Road. In vielen Serpentinen steigt er am Bach zur Boulders Junction auf, macht eine letzte Spitzkehre und erklimmt einen Kamm am rechten Ufer. Ein Blick zurück auf die winzigen Menschen auf der Brücke unterhalb überrascht Wanderer immer wieder mit der überwundenen Höhe. Der Weg passiert die Cougar Mountain Cave, die durch von den steilen Kliffs gefallenen Geröllbrocken gebildet wird, und erreicht den Shy Bear Pass. Vom Pass aus setzt sich der Weg bis zum höchsten Punkt am Cougar Mountain fort, an dem die Bäume mindestens 100 ft (ca. 30 m) hoch aufragen und jegliche Sicht versperren. Dies ist der höchstgelegene Bestand eines großen Waldes aus jungfräulichen Douglasien, der den Ostkamm des Berges bis zum Highway hinunter bedeckt. Tafeln auf der Brücke an seinem Beginn weisen auf seine und die Widmung des E5 für den ersten US-Amerikaner hin, der den Gipfel des Mount Everest gemeinsam mit seinem nepalesischen Sherpa Nawang Gombu erstieg.
- E5: Gombu Wilderness Cliffs Trail – Der Weg beginnt an der Boulder Junction am Whittaker Wilderness Peak und führt aufwärts zum Aussichtspunkt auf dem Cliff des Squak Mountain sowie kurz darauf zu einem weiteren Punkt mit Blick zum Mount Rainier. Der Wilderness Creek liegt weit, weit unterhalb. Der Weg führt aufwärts zu einem schönen Sekundärwald aus Douglasien mit einem Unterwuchs aus Scheinbeeren an der rundlichen Südseite des Wilderness Peak, passiert einen Tümpel (den Wilderness „Lake“) und erreicht schließlich den Gipfel mit einer Bank, wo man eine Nachricht in einem „Gipfelbuch“ hinterlassen kann.
- E7: Powerline Trail – Der Weg beginnt auf dem Surprise Creek Trail, erreicht eine Stromtrasse mit öffentlichem Wegerecht (englisch right-of-way) und fällt direkt zu Goode's Corner ab, wobei es nur eine Schleife durch einen Wald gibt, die über eine Zone steiler Felsen zurückkehrt. Von diesem Weg aus ist es möglich, die Grenzen des Parks zu verlassen und die nördlichen Felshänge zu erkunden. Zwischen 2006 und 2014 wurde der Weg nicht unterhalten und war daher unpassierbar. Gelegentliche Wartungsarbeiten durch den Energieversorger sollten ihn danach mit minimalen Standards als Wanderweg erhalten.
- E8: No Name Trail – Der Weg ist relativ kurz, ohne Besonderheiten und verbindet den Shangri-La Trail mit dem Surprise Creek Trail. Er verbindet die nördliche und die südliche Hälfte des Precipice Trail.
- E9: Protector Trail – Der Weg beginnt auf dem Tibbett's Marsh Trail und führt zu einer undeutlichen Rinne des AA Peak, die eine Wand bildet und das Feuchtgebiet enthält. Ursprünglich gehörte dieser Kamm nicht zum Park, so dass Harvey Manning fürchtete, er könnte bebaut werden. Heute liegt er tief im Parkinneren und führt weiter zum Shangri-La Trail.
- E10: West Tibbetts Creek Trail – Der Weg beginnt in einer Schleife des Tibbetts Marsh Trail. Er steigt sanft eine flache Klamm des Baches hinab, bis er auf den Bear Ridge Trail trifft. Ein tiefer gelegener, inoffizieller Abschnitt führte früher zum Bear Ridge Trailhead an der State Route 900, ist aber durch die fehlende Nutzung und durch Routenänderungen am West Tibbetts Creek Trail unpassierbar geworden.
- E11: Squak Mountain Connector Trail (früher: Old Ford Trail) – Der Weg durchquert das Gebiet von einem tief liegenden Abschnitt des Gombu Wilderness Cliffs Trail über den ehemals von einem Autowrack belegten Platz bis zu einem Ausweich-Parkplatz an der State Route 900. Wer an dieser Stelle die Straße überquert, hat Zugang zum West Access Trail des Wegesystems im Squak Mountain State Park.
- E12: Red Cedars Trail – Der Weg steigt vom Surprise Creek Trail zur Spitze der Big Tree Ridge hinab.
- E13: Precipice Top Trail – Der Weg durchquert das Gebiet vom Surprise Creek Trail zum Military Ridge Trail, kurz vor seiner Kreuzung mit dem Big Tree Ridge Trail. Er wurde 2014 rekonstruiert und neu trassiert.
- E14: Military Ridge Trail – Ursprünglich ein Abschnitt der Military Road, steigt der Weg vom Big Tree Ridge Trail herab, passiert bald darauf den Precipice Top Trail, kreuzt zwei Bäche und verlässt kurz darauf die öffentlichen Flächen, um dann eine alte Straße zu erreichen, wo er zum Telephone Trail wird und zum Harvey Manning Park in Issaquah herabführt.
- E15: Big Tree Ridge Trail – Von einem mit einem Tor verschlossenen Zugangspunkt mit Ausweich-Parkplatz am Newport Way (0,5 mi (0,8 km) vom Issaquah Park & Ride entfernt) aus folgt der Weg einer alten Straßensteigung durch einen Erlensumpf, bevor er zur Big Tree Ridge oberhalb des AA Creek aufsteigt, von wo aus im Winter der Lake Sammamish und die Olympic Mountains zu sehen sind. An einer südlichen Spitzkehre, 0,4 mi (0,6 km) vom Zugangspunkt entfernt, verbindet ein kurzes unauffälliges Stück (inoffiziell) zum Precipice Bottom Trail. Gleich oberhalb des Schlusspunkts erreicht er den Military Ridge Trail (der zu den Wegen in Issaquah hinabführt) kurz vor dem Red Cedars Trail (der zu den Wegen des Countys hinaufführt). Ein kurzer Rundweg des historischen Verlaufs am unteren Gipfel wurde geschlossen, als der Weg über öffentlichen Besitz neu trassiert wurde.

### Südseite
- S1: Far Country Trail – Der Weg beginnt auf dem Indian Trail und führt in sanften Serpentinen Aufwärts durch eine schöne Lichtung zu einer Freifläche, dem Far Country Lookout, welcher Aussicht auf Renton und Tukwila bietet. Harvey Manning, Autor von Wander- und Kletterführern aus Bellevue, nannte dieses Gebiet Far Country (deutsch weites Land), weil eiszeitliche Gletscher ein erodiertes Abflussgebiet hinterließen, wo er auf seiner ersten Erkundung erwartet hatte, auf einen reichhaltigen Kamm und einige Quellen zu stoßen. Er fühlte sich in ein Wunderland weit von zu Hause versetzt.
- S2: Shy Bear Trail – Der Weg beginnt am Far Country Lookout (tatsächlich ist er eher die Fortsetzung des Far Country Trail), quert eine Schulter der Deceiver Ridge und fällt zur Shy Bear Marsh ab, welche er über eine Serie von Knüppeldämmen überquert. An diesem Punkt ist ein Wanderer weitestmöglich von irgendeinem Zugangspunkt zum Park entfernt, es ist das entlegenste Gebiet am Cougar Mountain. Vom Sumpf aus steigt der Weg zum Shy Bear Pass auf, wo auf kleiner Fläche eine ganze Anzahl von Wegen zusammentrifft.
- S3: Deceiver Trail – Der Weg zweigt vom Shy Bear Trail an einem stählernen Überbleibsel der Holzfällerära ab. Er steigt zum breiten Gipfel der Deceiver Ridge auf und fällt zum Cabbage Creek hin ab, gleich oberhalb der Doughty Falls. Danach wendet er sich zurück zum Gipfel des Long View Peak, dessen Baumbestand eine Lücke mit Blick nach Süden aufweist.
- S4: Long View Peak Trail – Der Weg beginnt am Gipfel des Long View Peak und fällt zum Shy Bear Pass ab. Eigentlich handelt es sich um eine Fortsetzung des Deceiver Trail.
- S5: Ring Road Trail – Der Weg beginnt auf dem Long View Peak Trail und quert einen Sattel, um eine unbefestigte Straße nahe dem Gipfel des Ring Road Peak (welcher gegenwärtig außerhalb des Parks liegt) zu erreichen. Bald danach wird mit Blick auf den Mount Rainier Privatgelände erreicht, was das Ende des Weges markiert.
- S6: Licorice Fern Trail: - Der Weg beginnt nahe dem Indian Trail Trailhead und zweigt links hinter einer Reihe von Häusern ab, von wo aus er einer Klamm des Far Country Creek bis zum Licorice Fern Way folgt. Der Weg setzt sich auf der anderen Seite der Straße fort und passiert bald darauf den Trog Swamp sowie die Surprise Wall. Er ähnelt dem Coal Creek Trail, da er einen jahrhundertealten Wald durchquert, zeitweise entlang des Baches, zeitweise hoch auf dem Damm; er verläuft bis zum unteren Zugangspunkt am Licorice Fern Way, wo ein Hausbesitzer ein ständiges Wegerecht gewährt und Obstbäume und Tulpen gepflanzt hat.

### Zentralbecken

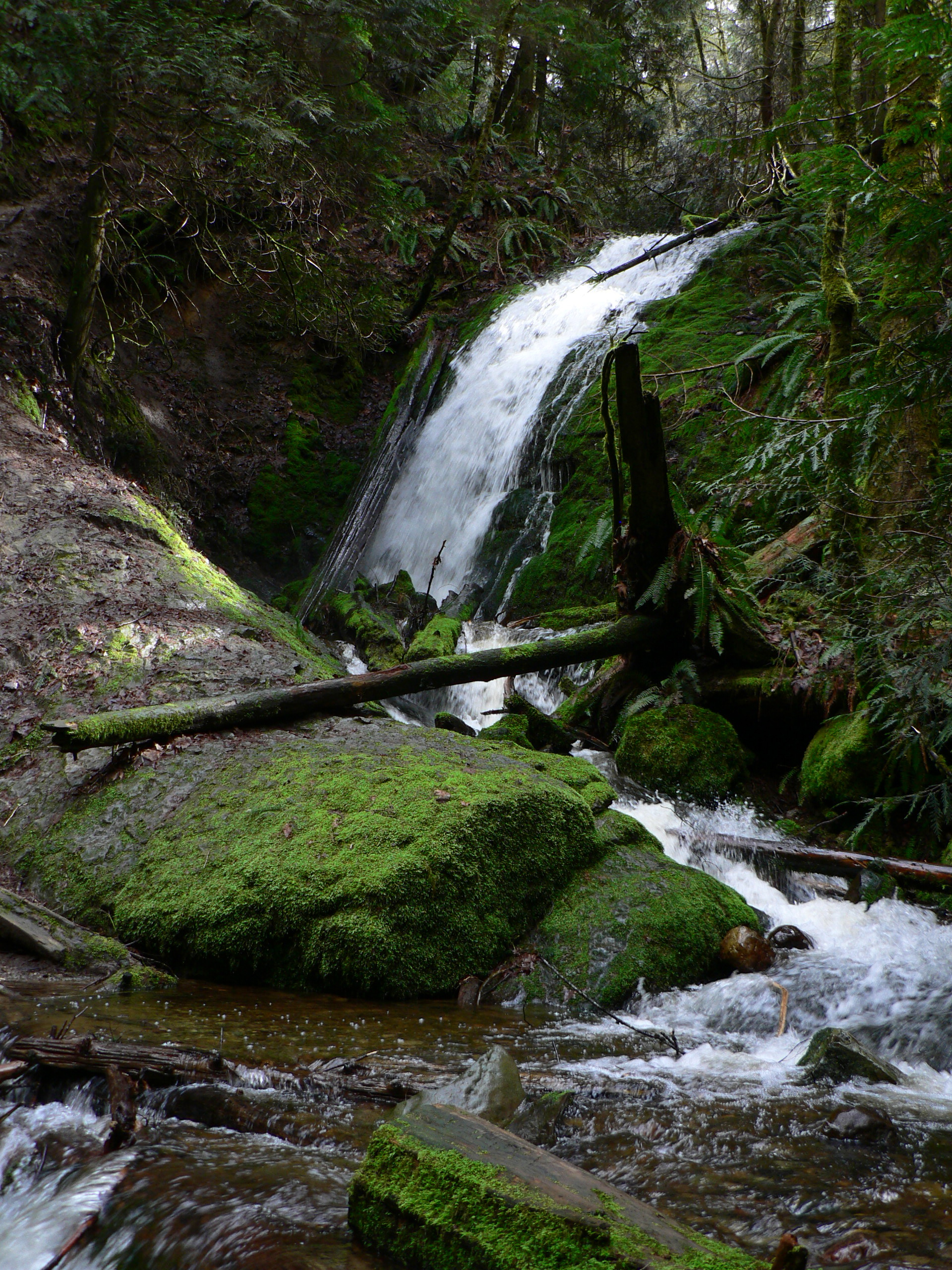
Coal Creek Falls

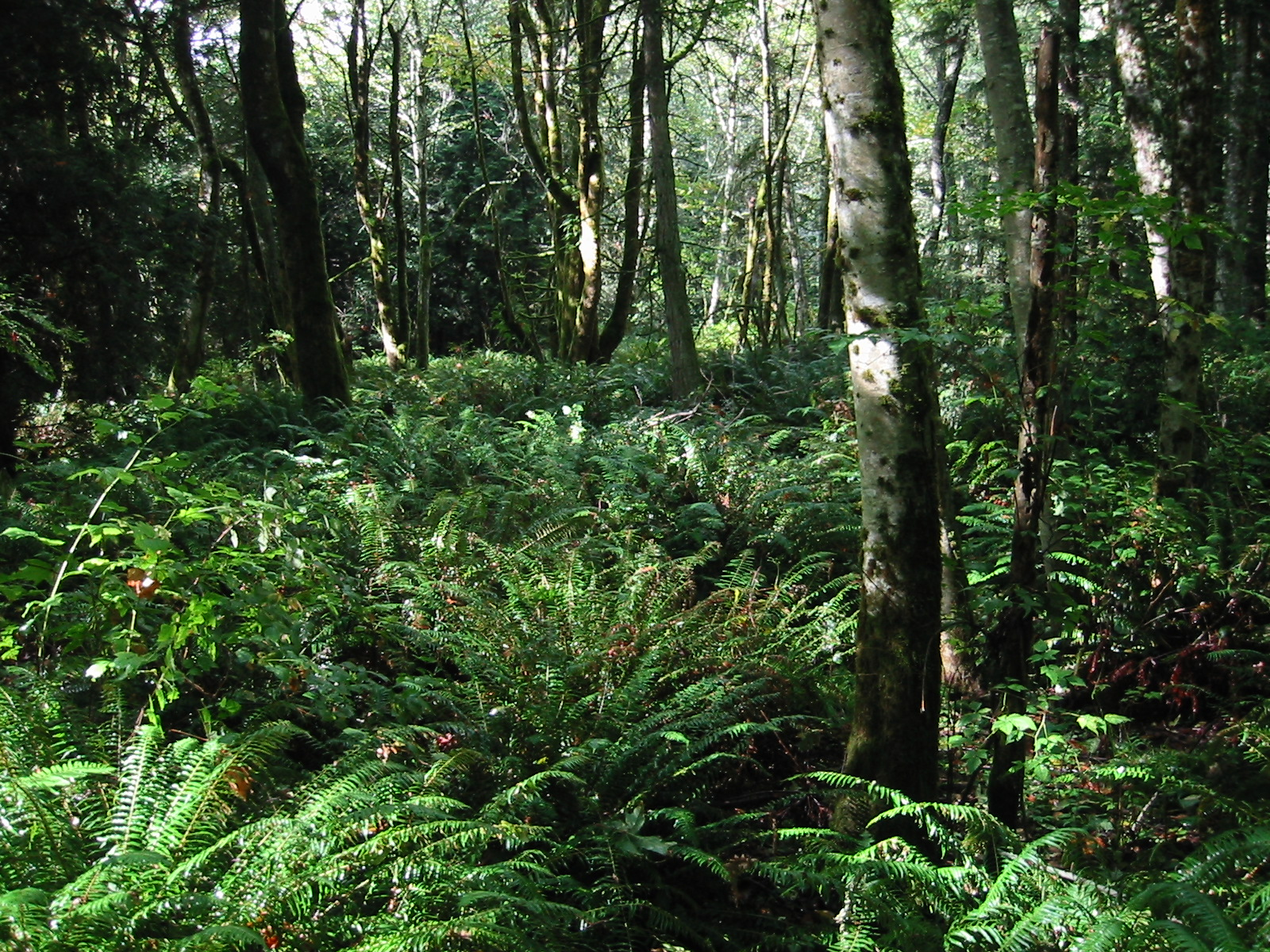
Wald aus Rot-Erlen (Alnus rubra) nahe dem Sky Country Trailhead

- C1: Clay Pit Road – Als Verlängerung der 166th Avenue erstreckt sich diese Schotterpiste 1,3 mi (2 km) vom Tor nahe dem Sky Country Trailhead bis zur früheren Clay Pit (deutsch Tongrube). Er bietet Zugang zu einer Wiese am Nike Park, einem Areal, in dem während des Kalten Krieges Boden-Luft-Raketen des Typs Nike zur Abwehr sowjetischer Bomber stationiert waren, sowie bis zu anderen Wanderwegen in der nordöstlichen und südöstlichen Region des Parks. Es gibt einen weitläufigen Parkplatz sowie die üblichen Einrichtungen an Zugangspunkten am Sky Country Trailhead. Die Tongrube am Ende der Straße war einst von der Firma Mutual Materials gepachtet worden, um Rohmaterial für Ziegel zu gewinnen. Die Ziegelfabrik in Newcastle wurde geschlossen und einer neuen Nutzung zugeführt, und die Grube selbst wurde 2015 rekultiviert; es entstand eine große Wiese mit Aussicht auf den Tiger Mountain im Osten.
- C2: Red Town Creek Trail – Der Weg verbindet den Cave Hole Trail mit dem Military Road Trail und bietet Zugang zum Red Town Creek Dam. Das Wasser des Sees, der hier einst existierte, bevor der Damm verschlammte, wurde zur Dampferzeugung für die Kohle-Fördermaschinen genutzt.
- C3: Cave Hole Trail – Der Weg beginnt am Red Town Trail und stellt die Hauptroute vom Red Town Area zu den höheren Lagen am Cougar Mountain dar. Die frühere Wagentrasse zum Klondike Dam passiert einige eher große Senken, die durch Einbrüche der Erdoberfläche nach Aufgabe der Kohleförderung entstanden.
- C4: Coal Creek Falls Trail – Der Weg zweigt vom Cave Hole Trail ab und verläuft mehr oder weniger eben südwärts bis zu einem 25 ft (7,6 m) hohen Katarakt am Coal Creek, einem der beliebtesten Ziele im Park, insbesondere in Zeiten starken Abflusses. Danach steigt der Weg bis zum Quarry Trail hinauf.
- C6: Quarry Trail – Der Weg beginnt am Indian Trail nahe einem Steinbruch und steigt die Klamm des Shy Bear Creek aufwärts (der alte Verlauf führte zum Kamm zwischen diesem und dem Coal Creek). Er unterbricht Fred's Railroad Trail sehr nahe an dessen Zusammentreffen mit dem Shy Bear Trail.
- C7: Fred's Railroad Trail – Der Weg beginnt an der Clay Pit Road jenseits der Straße am Endpunkt des Cougar Pass Trail. Er verläuft entlang einer ehemaligen Eisenbahntrasse und hat daher weder scharfe Wendungen noch steile Anstiege. Viele Bauten der Holzfällerära befinden sich beidseits des Weges, der südwärts zum Shy Bear Trail führt.
- C8: East Fork Trail – Der Weg beginnt an Fred's Railroad Trail und verläuft stromauf am östlichen Zweig des Coal Creek bis zu dessen Quelle. Er passiert den klaren Jerry's Duckpond, bevor er eine Ausbuchtung der Clay Pit an einer Schulter des Clay Pit Peak erreicht.
- C9: Bypass Trail – Der Weg beginnt an der Kreuzung von Fred's Railroad Trail mit der Clay Pit Road und fällt zum Cave Hole Trail hin ab. Auf diesem Weg ist es möglich, das Gebiet ohne Nutzung einer Straße zu durchqueren.
- C10: Mine Shaft Trail – Der Weg beginnt an Jerry's Duckpond und führt zu einem großen, tiefen Bergbauschacht, der von einem Stahlgitter bedeckt ist; man kann sicher in der Mitte dieses Gitters über der Mitte des Schachtes stehen. Der Schacht fällt sanft bis unter den Meeresspiegel ab. Hinter dem Schacht erreicht der Weg die Straße.
- C11: Old Man's Trail – Der Weg verbindet die Umgebung der ehemaligen Nike-Raketen-Stellung mit dem Cave Hole Trail sowie dem Wegenetz im Norden und Osten.
- C12: Nike Horse Trail – Der Weg verbindet den Cave Hole Trail mit Fred's Railroad Trail, um Zugang zu den Wegen im Norden und Osten zu erlangen.
- C13: Sky Country Trail – Der Weg verbindet den Sky Country Trailhead mit dem Military Road Trail, so dass die Zugangsstraße umgangen werden kann.

### Westseite

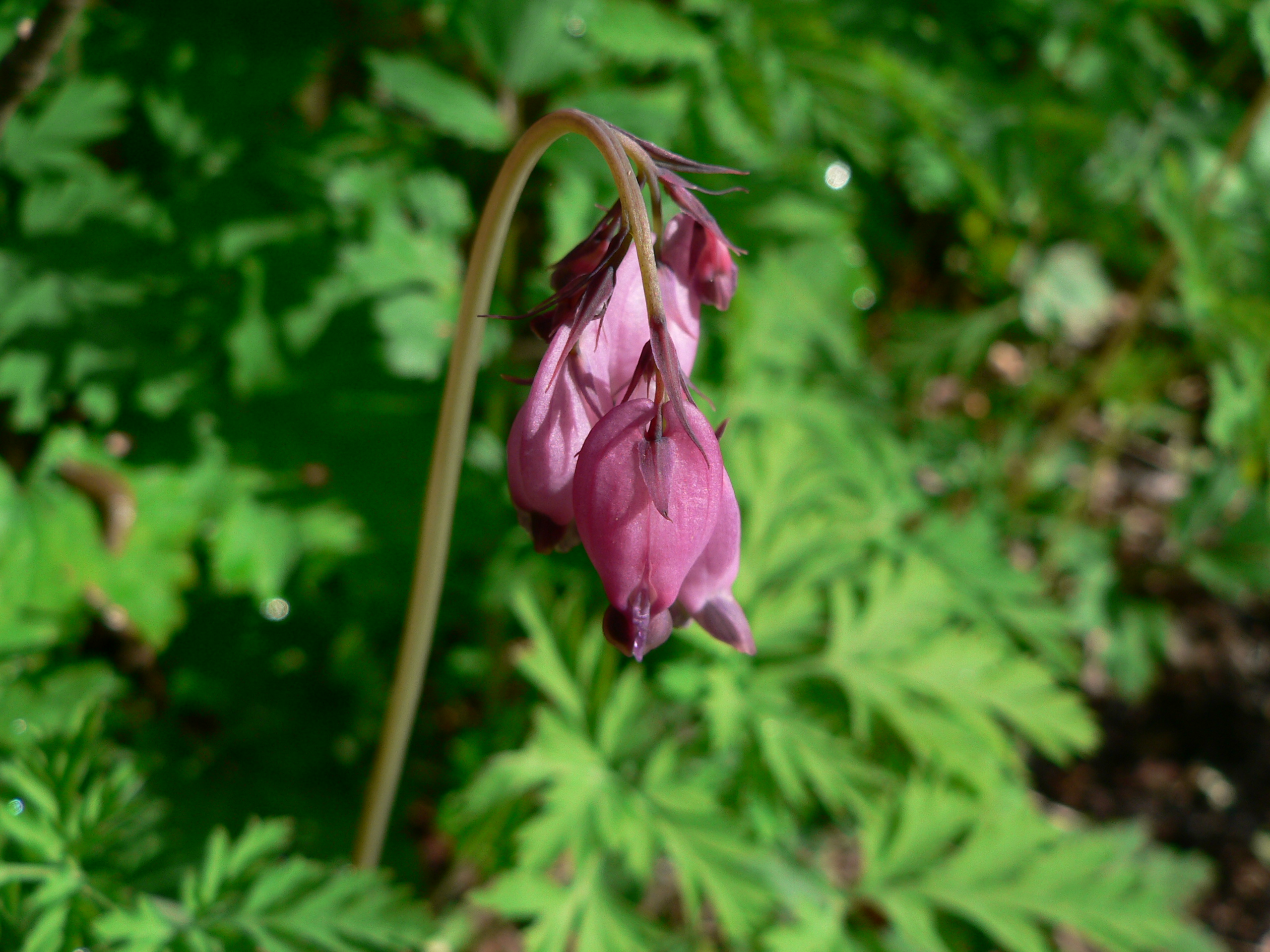
Amerikanische Herzblume (Dicentra formosa) am Wildside Trail

- W1: Wildside Trail – Der Weg beginnt am Rainbow Town Trail und verläuft entlang der Westseite des Coal Creek Valley. Ironischerweise ist die städtische Entwicklung an einigen Stellen bis nahe an den Weg herangerückt und hat seinen wilden Charakter verringert. Nach der Querung des Marshall's Hill Trail führt er an der Long Marsh vorbei zu einer Kreuzung mit dem Deleo Wall Trail.
- W2: Red Town Trail – Der Weg beginnt am Red Town Trailhead und verläuft entlang der Ostseite des Coal Creek Valley zum Renaturierungs-Projekt Ballpark Meadow.
- W3: Rainbow Town Trail – Der Weg beginnt zusammen mit dem Red Town Trail und passiert die Bergbauausstellung Ford Slope, in welcher Bilder des Gebietes Red Town auf dem Höhepunkt der Bergbauära zu sehen sind. Der Besucher kann eindrucksvoll erleben, wie gründlich die Natur das Gebiet zurückerobert hat.
- W4: Steam Hoist Trail – Der Web beginnt zusammen mit dem Wildside Trail und führt nach Querung des Baches zurück zum Rainbow Town Trail; dabei führt er an vielen Überbleibseln der Bergbauära vorbei, darunter einem intakten Betondamm und den massiven Betonfundamenten der ehemaligen Dampf-Förderanlage, welche eher als natürliche Objekte angesehen würden, wenn nicht die vielen rechten Winkel wären.
- W5: China Creek Trail – Der Weg beginnt am Red Town Trailhead und verläuft zur Grenze des Parks, wobei er Zugang zum Rainbow Town Trail bietet. Bevor die Aufschüttungen zu einem Golfplatz umgestaltet wurden, bot er auch Zugang zu dem Wegenetz am Sattel zwischen Marshall's Hill und Mt. Trashmore.
- W6: Marshall's Hill Trail – Der Weg beginnt am Wildside Trail und steigt zu einem Aussichtspunkt mit Blick auf das Coal Creek Basin an, hinter dem der Cougar Mountain aufragt. Er setzt sich bis zum Deleo Wall Trail und einer Zufahrtsstraße zu einem Wasserturm fort, welche absteigend in einer Sackgasse eines Wohnviertels endet, die als Zugangspunkt zum Wegesystem im Westen des Gebietes dienen kann.
- W7: Indian Trail – Der Weg beginnt an der Sackgasse an der 171st Avenue, wo der King County zwei leerstehende Parzellen besitzt, um den Zugang zu sichern. Man nimmt an, dass hier der traditionelle Weg der Duwamish zwischen dem Coal Creek und dem May Creek verlief. Der Weg bietet Zugang zu den Far Country Falls und endet am Ballfield.
- W9: Deleo Wall Trail – Der Weg beginnt zusammen mit dem Indian Trail und passiert ein unbenanntes Feuchtgebiet, bevor er stetig zum höchsten Punkt der Deleo Wall ansteigt, einem 600 ft (ca. 180 m) hohen Cliff mit Ausblick über das May Valley zum Mount Rainier. Vom Aussichtspunkt aus steigt eine Reihe gut ausgebauter Serpentinen zum Gipfel des Marshall's Hill, wo der Picture Buttress auf eine Waldlichtung herabschaut. Der Weg kreuzt die Zufahrtsstraße zu einem Wasserturm und den Marshall's Hill Trail, wo es eine bemerkenswerte Aussicht auf Downtown Seattle gibt.
- W10: Bagley Seam Trail – Der Weg beginnt am Red Town Trailhead und eine Rinne herab, die sich in einen früher kohleführenden Spalt gegraben hat, bevor er sich mit dem Red Town Trail verbindet.

## Inoffizielle Wege

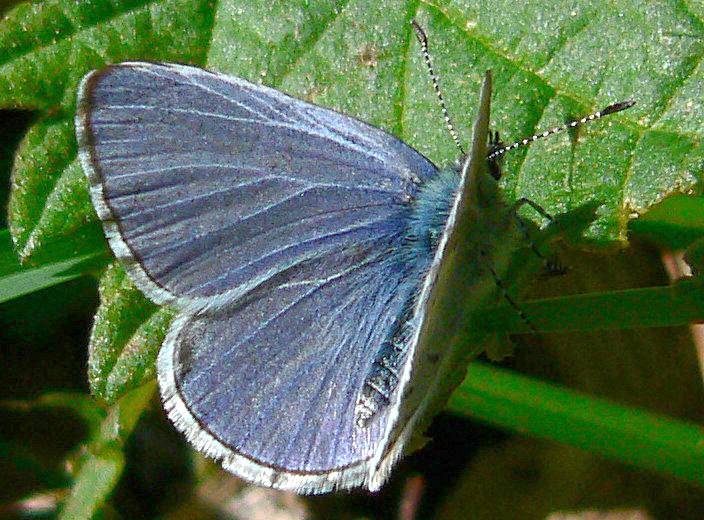
Schmetterlinge der Art Celastrina ladon können gelegentlich beobachtet werden.

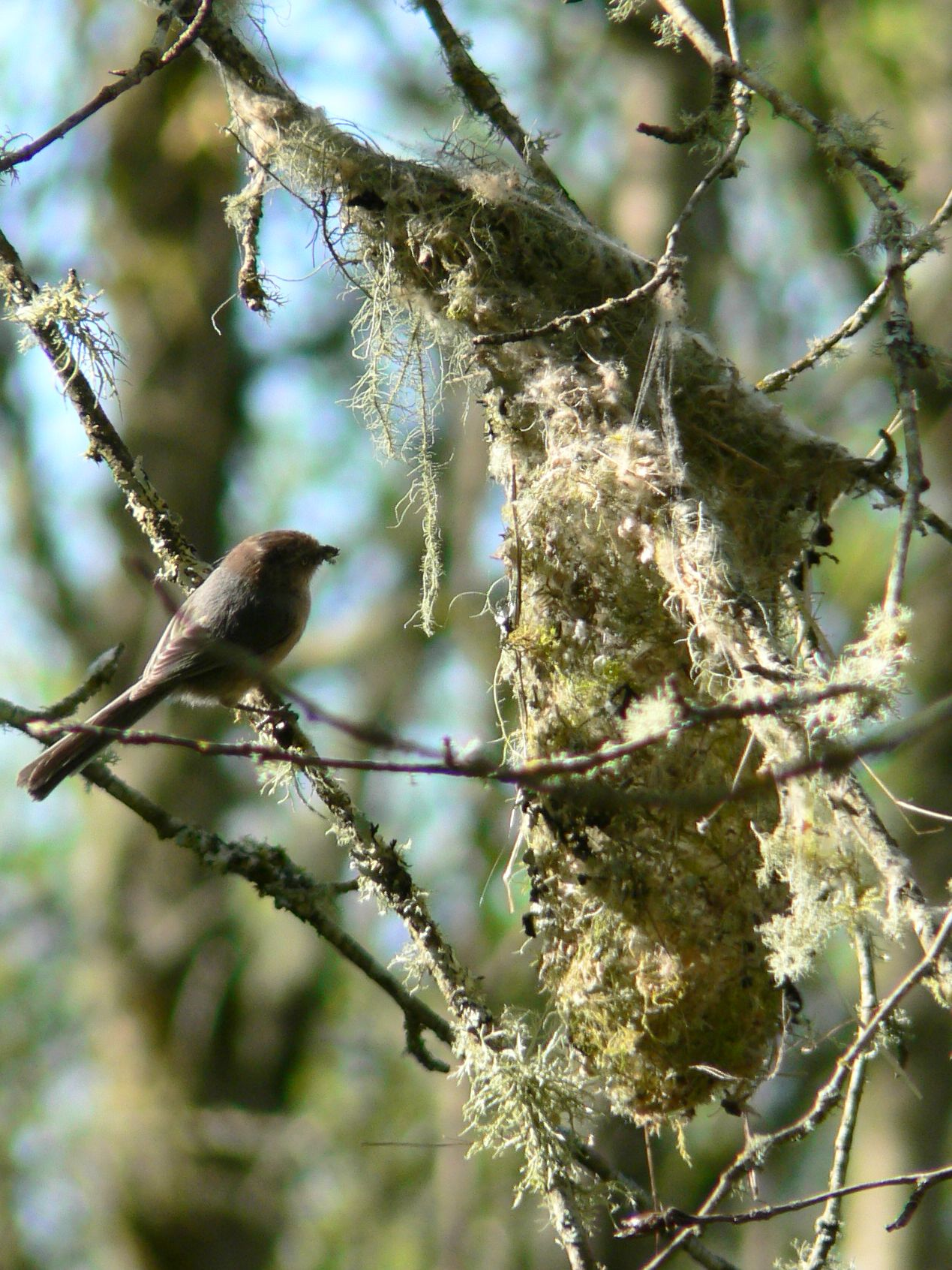
Nest von Buschmeisen (Psaltriparus minimus,) im Park

Es gibt ein paar Wege, die von der städtischen Umgebung zu den offiziellen im Park führen. Einige dieser Wege führen über öffentliches, nicht dem County gehörendes Land, andere über Privatgrundstücke, die verschieden im Hinblick auf Nässe oder Zugang ausgebaut sind.
- Precipice Bottom Trail – Der Weg verlässt den Harvey Manning Park im Talus-Viertel an der Kreuzung mit dem Telephone Trail nordwärts, quert Stagecoach und Military Creek, bevor er auf die Route des Historic Big Tree Ridge Trail einschwenkt und den King County Big Tree Ridge Trail an einer nicht ausgebauten und unbezeichneten Kreuzung erreicht.
- Precipice Trail – Mehr eine Ahnung vom Harvey Manning's Trail als selbst ein Weg, war er ursprünglich eine Trasse zwischen einem Abzweig einer Haarnadelkurve an der Kline Hill Road (SE 54th), der südostwärts verläuft und den AA Creek quert, um sich dann mit dem Big Tree Ridge Trail zu vereinen. Von dort aus bildeten Wege wie der Precipice Bottom, der Telephone, der No Name, Teile des Bear Ridge und der (unbefestigte) South Precipice eine Barriere, um die weitere Verstädterung abzuhalten. Gegenwärtig erreicht Bob’s Condo Trail (hinter Spyglass Condos am Newport Way beginnend) einen Rest des ursprünglichen Precipice Trail, welcher den absteigenden, überfüllten Summerhill Ridge Trail passiert, und steigt eine kurze Strecke einen steilen, mit Seilen gesicherten Kletterpfad über den AA Creek und seine Schlucht an, wo er eine steile Kreuzung mit dem King County Big Tree Ridge Trail erreicht, kurz vor seiner früheren Kreuzung mit dem Historic Big Tree Ridge Trail.
- Skid Row Trail (früher: Shruburban Trail) – Der Weg steigt nach dem Beginn als gesperrte Straße ein paar Yards südlich des Big Tree Ridge Trailhead am Newport Way sanft oberhalb des AA Creek an, um das östliche Ende des Telephone Trail kurz unterhalb des Harvey Manning Park am Talus-Viertel zu kreuzen; er passiert einen abgezäunten Wasserspeicher um das obere Ende der James Bush Road zu erreichen, wobei es Zugang zum Talus und zur State Route 900 am Newport Way gibt. Sein Name stammt von der benachbarten Rutsche entlang dem zentralen Abschnitt des Weges, der frühere Name von den „Buschbewohnern“ (englisch shruburbanites), die früher sein Nordende nutzen, um ihre isolierten Campingplätze mit dem Park & Ride in einer halben Meile Entfernung zu verbinden.
- Telephone Trail – Der Weg ist eine zugewachsene Unterhaltungstrasse für die ost-westwärts verlaufende Energietrasse am Nordende des Talus-Viertels. Ein nicht mehr genutzter östlicher Abschnitt erreicht die James Bush Road hinter einem abgezäunten Wasserspeicher und setzt sich bis zu einer Kreuzung mit dem Skid Row Trail kurz vor Erreichen des Harvey Manning Park im Talus-Viertel und des Precipice Bottom Trail fort. Er setzt sich westwärts hügelauf fort und verläuft nordwärts einigermaßen in einer alten Straßentrasse, quert den AA Creek und wird dann zum Military Ridge Trail, welcher zu den Wegen des King County Parks oberhalb verbindet.
- Talus Bridge Trail – Der kurze Weg wird von der City of Issaquah unterhalten und verbindet im Süden das Gebiet „The Bridges“ im Talus-Viertel mit dem Bear Ridge Trail 1 mi (1,6 km) oberhalb seines Trailhead an der State Route 900 und gleich unterhalb des Fantastic Erratic. Die Brücke quert den West Tibbetts Creek, und Bänke am Ende des Weges bieten Aussicht auf das Innere des Parks; der Talus Trailhead (mit Parkmöglichkeiten an der Straße) war früher mit einem Kiosk und einer (ungenauen) Karte bestückt.
- Wilderness Corridor – Mit dem Ziel, einen Teil des Parks in vollkommen naturnahem Zustand für Pumas, Bären, Wapitis und andere wilde Tiere zu belassen, wurde ein Großteil des Ostens im Park als Habitat Conservation Area (dt. in etwa einem Naturschutzgebiet entsprechend) ausgewiesen. Dies ist das Gebiet zwischen dem Bear Ridge Trail im Norden, dem East Fork Trail im Westen und dem Shy Bear / Whittaker Wilderness Peak / Gombu Wilderness Cliffs sowie den Verbindungswegen am Squak Mountain im Süden und dem angrenzenden Talus Open Space im Osten. Indem dieser große Abschnitt des Parks nicht erschlossen wurde, hat sich sein Wert als „städtische Wildnis“ erhöht. Die Karte des Parks enthält die folgende Mahnung: „Parkausbau und Wege wurden ausgeschlossen, um gefährdete Arten zu schützen. Bitte helfen Sie der natürlichen Regeneration, indem Sie diesen Parkbereich nicht betreten.“ King County Parks und der Issaquah Alps Trails Club unterhalten die alten Wege in diesem Parkabschnitt nicht mehr, sie sind auch nicht mehr in Neuauflagen der Parkführer enthalten. Seit 2014 sind die verborgenen Wege immer stärker überwachsen worden wie der östliche Zugang zur Clay Pit.
- Lewis Creek Connector – Der Weg verläuft von einem weißen Zaun mit einem Ausweichparkplatz am Newport Way und dessen Kreuzung mit dem Lakemont Boulevard sowie der Ausfahrt 13 der Interstate 90 bis zu Peggy's Loop im Lakemont Park der City of Bellevue. Eine unebene Brücke über den Lewis Creek kann winters unpassierbar sein.

## Geschichte

### Nike-Raketen-Stellung im Kalten Krieg
Während des Kalten Krieges war das heute offene Feld nahe dem Sky Country Trailhead eine Stellung von Boden-Luft-Raketen des Typs Nike, die die Region vor dem nuklearen Angriff strategischer Langstreckenbomber der Sowjetunion schützen sollte. Alles, was aus dieser Zeit blieb, sind einige Betonsockel, Landschaftselemente, ein heruntergekommener Maschendrahtzaun und eine Hinweistafel. Die heutigen Einrichtungen umfassen Toiletten, Picknick-Tische, ein Spielfeld, Hinweistafeln über im Gebiet vorkommende Tierarten sowie die Zugänge zu dem großartigen Wegesystem. Die Radarstation zur Unterstützung der Raketenbasis war auf dem Anti-Aircraft Peak, 1 mi (1,6 km) nordöstlich gelegen, wo eine weitere Hinweistafel mehr zur Geschichte des Ortes vermittelt.